# Clairvaux-d'Aveyron
Clairvaux-d'Aveyron è un comune francese di 1 164 abitanti situato nel dipartimento dell'Aveyron nella regione dell'Occitania.

## Società

### Evoluzione demografica
Abitanti censiti